# Kuroda Seiki
Pour les articles homonymes, voir Kuroda.
Kuroda Seiki (黒田 清輝) est un peintre japonais né le 9 août 1866 à Kagoshima et mort le 15 juillet 1924 à Tokyo. Son vrai nom est Kiyoteru Kuroda (Seiki est la lecture on'yomi de son prénom). Il est l'un des pionniers de la peinture de style occidental yō-ga au Japon durant l'ère Meiji et l'ère Taishō.

## Biographie

### Jeunesse
Kuroda naît à Takamibaba dans le domaine de Satsuma, (moderne préfecture de Kagoshima), fils d'un samouraï du clan Shimazu, Kuroda Kiyokane, et de son épouse Yaeko. À la naissance l'enfant est appelé Shintarō, nom changé pour celui de Kiyoteru en 1877 alors qu'il a 11 ans.
Avant même sa naissance, Kuroda a été choisi par son oncle paternel, Kuroda Kiyotsuna, comme héritier; Il est officiellement adopté en 1871, après un voyage à Tokyo avec sa mère biologique et sa mère adoptive afin de vivre dans la résidence de son oncle. Kiyotsuna est aussi un obligé du clan Shimazu dont les services pour l'empereur Meiji au cours de la période du bakumatsu et à la bataille de Toba-Fushimi l'amènent à être nommé à de hautes fonctions dans le nouveau gouvernement impérial. En raison des positions de son fils, Kuroda l'aîné est exposé aux nombreuses tendances à la modernisation et aux idées arrivant au Japon au début de l'ère Meiji; en tant qu'héritier, le jeune Kiyoteru apprend également ces leçons qui lui tiennent à cœur.
Au début de son adolescence, Kuroda commence à apprendre l'anglais en vue de ses études universitaires. Deux ans plus tard, cependant, il choisit de passer au français à la place. À 17 ans, il s'inscrit à des cours pré-universitaires en français, en préparation pour ses études de droit prévues au collège. Aussi, lorsqu'en 1884, son beau-frère Hashiguchi Naouemon est nommé à la légation française, il est décidé que Kuroda l'accompagnera, lui et sa femme à Paris pour commencer ses véritables études de droit. Il arrive dans la capitale française le 18 mars 1884 où il reste pendant les dix ans qui suivent.

### Études à Paris
Au début de 1886, Kuroda décide d'abandonner l'étude du droit pour une carrière de peintre; il a bénéficié de cours de peinture dans sa jeunesse et reçu un jeu d'aquarelle de sa mère adoptive comme présent à son départ pour Paris, mais il n'a jamais considéré la peinture comme rien de plus qu'un passe-temps. Toutefois, en février 1886 Kuroda participe à une fête à la légation japonaise pour les ressortissants japonais à Paris; Il y rencontre les peintres Hōsui Yamamoto et Fuji Masazo, ainsi que le marchand d'art Tadamasa Hayashi, un spécialiste de l'ukiyo-e. Tous les trois exhortent le jeune étudiant à se tourner vers la peinture, disant qu'il ne peut mieux aider son pays qu'en apprenant à peindre comme un occidental plutôt que d'apprendre le droit. Kuroda en convient et abandonne officiellement ses études de droit pour l'étude de la peinture en août 1887 après avoir essayé, et échoué, à parvenir à un compromis entre les deux pour plaire à son père. En mai 1886, Kuroda entre dans l'atelier de Louis-Joseph-Raphaël Collin, peintre d'art académique connu qui a exposé dans plusieurs salons de Paris. Kuroda n'est pas le seul peintre japonais étudiant auprès de Collin à l'époque; Fuji Masazo est également l'un de ses élèves. Son tableau Lecture (読書) est sélectionné au Salon de la Société des artistes français en 1891.

### Kuroda et l’impressionnisme

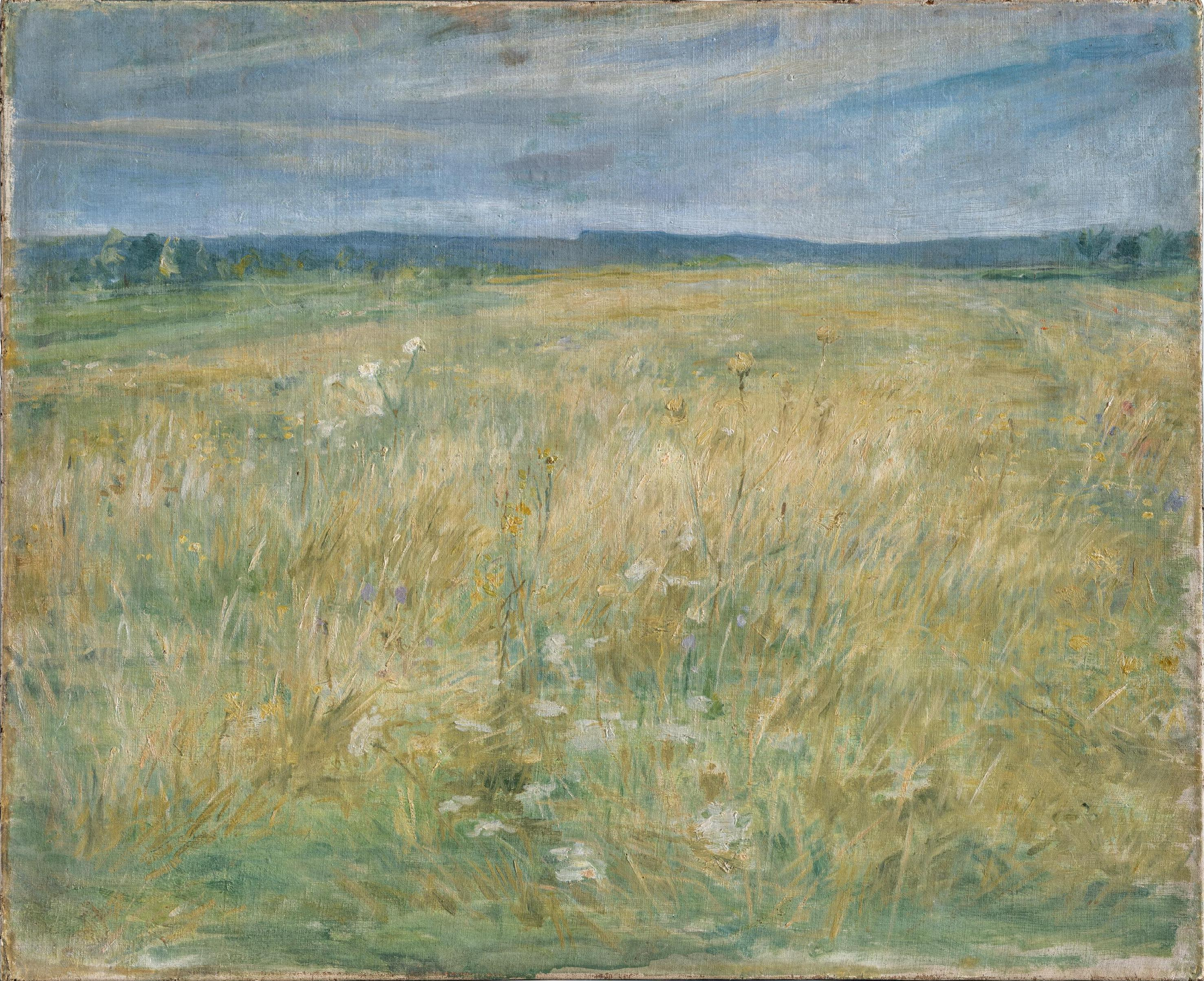
Kuroda Seiki, Jachères (Grez), c.1891, Kuroda Memorial Hall, Tokyo

En 1886, Kuroda rencontre Kume Keiichirō, autre jeune peintre japonais nouvellement arrivé en France qui rejoint aussi l'atelier de Collin. Les deux deviennent amis et bientôt aussi colocataires. C'est pendant ces années qu'il commence à mûrir en tant que peintre, suivant le cours traditionnel de l'étude de l'art académique tout en découvrant la peinture en plein-air. En 1890, Kuroda quitte Paris pour s'installer dans le village de Grez-sur-Loing,  colonie d'artistes formée par des peintres des États-Unis et d'Europe du Nord. Il y trouve son inspiration dans les paysages ainsi qu'auprès d'une jeune femme, Maria Billault, qui devient un de ses meilleurs modèles.
En 1893, Kuroda revient à Paris et commence à travailler sur son tableau le plus important à ce jour, Toilette du matin, première peinture de nu exposée au public au Japon. Ce grand tableau, malheureusement détruit pendant la Seconde Guerre mondiale, est accepté avec beaucoup d'éloges par l'Académie des beaux-arts; Kuroda a l'intention de l'emporter avec lui au Japon pour briser les préjugés japonais contre la représentation des personnages nus. La peinture à la main, il retourne au Japon via les États-Unis, et arrive en juillet 1893.

### Retour au Japon
Peu après son arrivée, Kuroda se rend à Kyoto pour s'imprégner de la culture locale qui lui a manqué après avoir passé un tiers de sa vie à l'étranger. Il traduit ce qu'il a vu dans certains de ses meilleurs tableaux, comme Une Maiko (musée national de Tokyo) et Histoire d'une ancienne romance (1898, détruit). Dans le même temps, Kuroda joue un rôle de plus en plus important comme réformateur. En tant que l'un des rares artistes japonais ayant étudié à Paris, il est donc particulièrement qualifié pour enseigner à ses compatriotes ce qui se passe dans le monde de l'art occidental à l'époque. Qui plus est, Kuroda est préparé à enseigner la peinture et à transmette les leçons qu'il a apprises à une nouvelle génération de peintres. Il reprend l'école de peinture fondée par Yamamoto Hōsui, le Seikokan, et la renomme le Tenshin Dojo (天心道場). Les deux hommes en sont les directeurs. L'enseignement de l'école est calqué sur les préceptes occidentaux et les élèves apprennent les rudiments de la peinture en plein-air. Il enseigne ensuite au Tōkyō Bijutsu Gakkou (l'école des beaux-arts de Tokyo).
Jusqu'au retour de Kuroda au Japon, le style répandu est basé sur l'école de Barbizon, défendu par l'artiste italien Antonio Fontanesi à la Kobu Bijutsu Gakko à partir de 1876. Le style de Kuroda de tonalités de couleurs vives qui mettent l'accent sur les changements de lumière et d'atmosphère est considéré comme révolutionnaire.

### Controverses

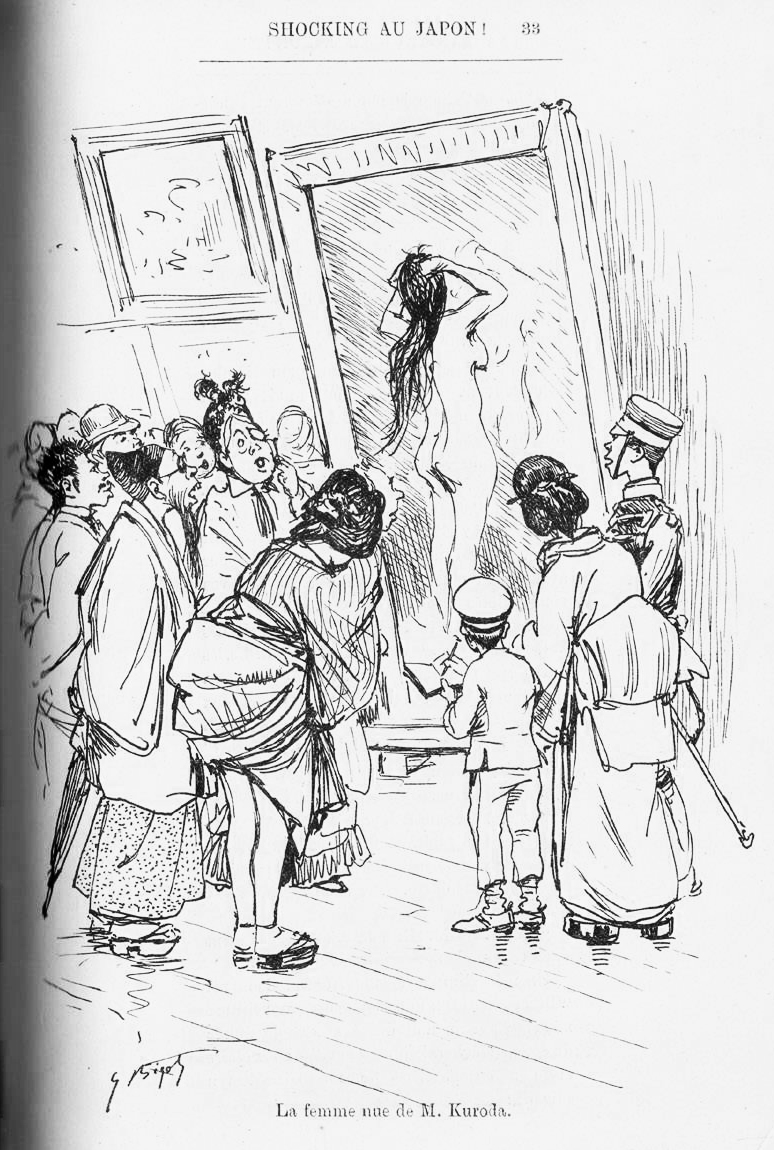
Caricature portant sur la réaction du public japonais au tableau Toilette du Matin.

En avril 1895, Kuroda participe à l'organisation de la 4e « Exposition nationale pour la promotion de l'industrie » qui se tient à Kyoto; il présente son tableau Toilette du Matin pour l'exposition organisée dans le même lieu. Bien qu'il reçoive un prix pour la peinture, l'exposition de l'image d'une femme nue devant tant de visiteurs indigne beaucoup et entraîne un tollé dans la presse où les critiques condamnent l'exhibition perçue des normes sociales. Aucun ne critique les aspects techniques de la peinture, préférant fustiger Kuroda pour son sujet. Kume, l'ami de Kuroda de ses jours à Paris, publie dans un journal une défense fougueuse de la figure de nu dans l'art, mais cela a peu d'effet. Pour sa part, Kuroda maintient un silence public sur la question; en privé, cependant, il exprime l'opinion que moralement, au moins, il a gagné la partie.
Une autre controverse éclate en octobre de la même année, lorsque Kuroda expose vingt et une de ses œuvres réalisées en Europe lors de la 7e exposition du Meiji Bijutsukai (seul groupe de peintres japonais de style occidental à l'époque). Kume présente une partie de son travail à l'exposition, comme le font plusieurs étudiants du Tenshin Dojo. Les visiteurs sont frappés par les grandes différences entre le style dérivé du plein air de Kuroda et le travail plus formel des autres artistes, ce qui amène les critiques à se concentrer sur la différence entre l'ancien et le nouveau. Certains vont même jusqu'à suggérer une différence de factions deux « écoles » de peinture.
Contrarié par les méthodes bureaucratiques inhérentes à la hiérarchie du Meiji Bijutsukai, Kuroda dirige la formation d'une nouvelle société d'artiste l'année suivante; il est rejoint dans son effort par Kume, ainsi que par un certain nombre de leurs élèves. Le nouveau groupe est baptisé Hakubakai, d'après une marque de saké brut appelé « Shirouma » et apprécié des hommes. Le Hakubakai n'a pas de règles établies; il s'agit plutôt d'une société libre, réunissant sur un pied d'égalité des artistes de même tendance dont le seul but est de donner à ses membres le moyen de présenter leurs œuvres. Le groupe organise des expositions chaque année, jusqu'à sa dissolution en 1911; au total, treize expositions sont présentées qui permettent à un certain nombre d'artistes de présenter pour la première fois leurs œuvres. Parmi eux, Fujishima Takeji et Aoki Shigeru.

### Carrière académique

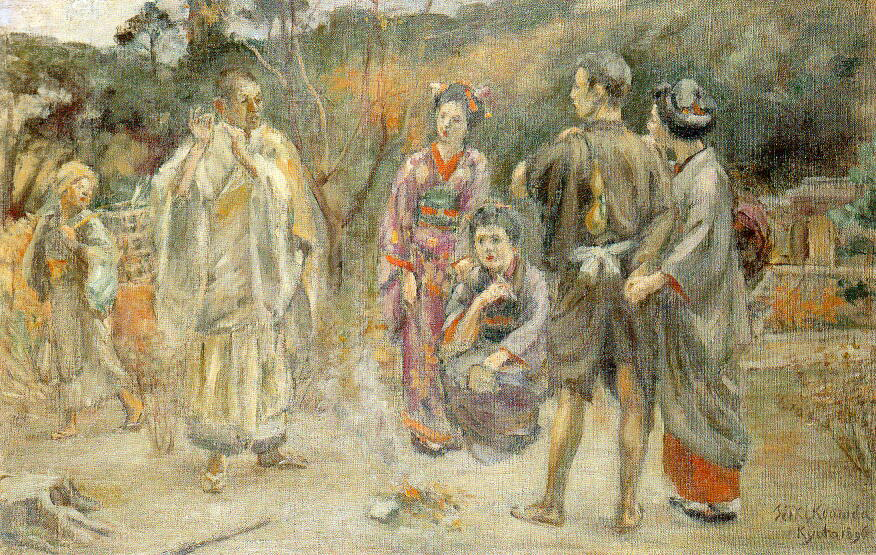
Kuroda Seiki, étude pour Talk on Ancient Romance (Composition II), 1896

En 1896, un département consacré à la peinture occidentale est créé au Tokyo Bijutsu Gakko (prédécesseur de l'Université des arts de Tokyo), et Kuroda est invité à en devenir le directeur. Cela lui permet de concevoir un programme encore plus large, destiné aux étudiants en art, et à être mieux équipé pour atteindre un public plus large. Ce rôle académique qui met l'accent sur la structure et la conformité contraste avec l'accent mis par le peintre sur l'individualité, mais Kuroda assume néanmoins son nouveau rôle avec zèle. Il insiste également pour que des cours d'anatomie et de croquis d'un modèle nu vivant soient inclus dans le programme.
En fin de compte, Kuroda se fixe comme objectif l'enseignement de la peinture d'histoire, estimant que c'est le genre le plus important que doivent apprendre les étudiants. À son avis, les peintures représentant des mythes, l'histoire, ou des thèmes tels que l'amour ou le courage, dans lequel les personnages sont peints dans des poses et des compositions reflétant ces questions, ont la plus grande valeur sociale. Coïncidant avec cette opinion, la création de l'une de ses œuvres les plus ambitieuses, le Talk sur Ancient Romance. Ce tableau est une ambitieuse entreprise; il semble avoir été parmi les premiers pour lesquels Kuroda emploie dessins au fusain et esquisses à l'huile. Il emploiera cette technique dans la plupart de son travail ultérieur et l'enseigne également à ses étudiants.  Talk sur Ancient Romance semble avoir été conçu comme un panneau mural. Comme avec la plupart des travaux de Kuroda, il a été détruit pendant la Seconde Guerre mondiale, ne laissant que des études préparatoires pour indiquer sa possible grandeur.

### Fin de carrière

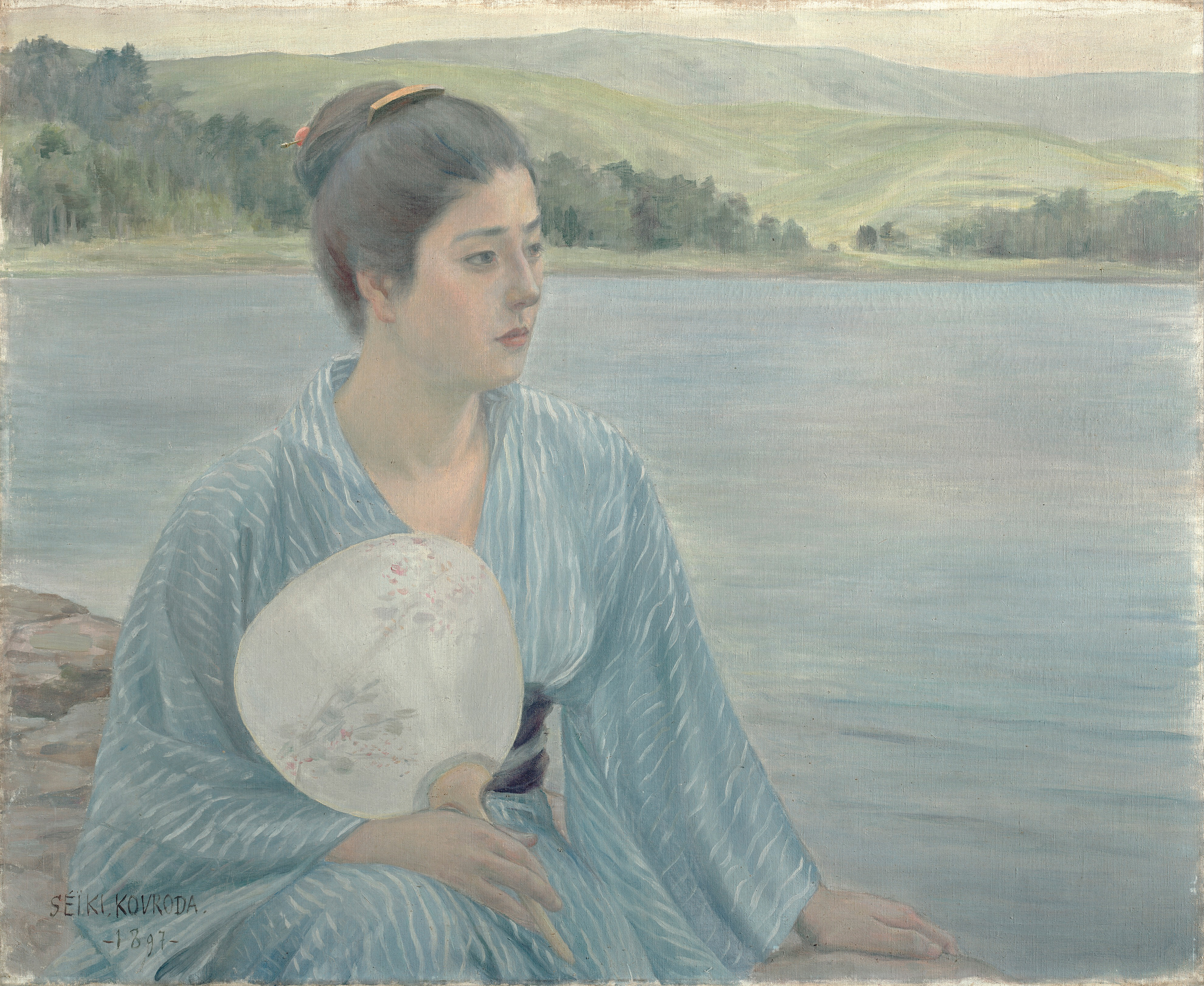
Bord de lac, 1897, Kuroda Memorial Hall, Tokyo

Kuroda est à son époque bien considéré, non seulement par les Japonais, mais par le monde de l'art en général. Son triptyque Sagesse, Impression, Sentiment (terminé en 1900) est exposé aux côtés de son Bord de lac (1897) à l'Exposition universelle de 1900 de Paris où il est récompensé d'une médaille d'argent. En 1907, des membres du Hakubakai, dont Kuroda, présentent des œuvres à la première exposition Bunten parrainé par le ministère de l'Éducation. Leur participation continue conduit à la dissolution du groupe en 1911. Pendant ce temps, Kuroda est nommé peintre de cour auprès de la famille impériale en 1910, devenant de ce fait le premier artiste yōga ainsi honoré. Dès lors et jusqu'à la fin de sa vie, ses activités artistiques sont réduites et il s'occupe davantage de politique et d'administration, ne créant que de petits travaux destinés à l'affichage.
En 1917, à la mort de son père, Kuroda hérite du titre de vicomte dans le cadre du nouveau système nobiliaire mis en place durant l'ère Meiji et en 1920 est élu à un siège à la Chambre des pairs, chambre haute de la Diète du Japon. En 1922, il est nommé directeur de l'académie impériale des beaux-arts. En 1923, il est décoré de la Grande Croix de la Légion d'honneur après de nombreux autres honneurs qui lui ont éré accordés par le gouvernement français au cours des années précédentes. Kuroda meurt chez lui à Azabukogaicho le 15 juillet 1924. Immédiatement après son décès, le gouvernement japonais lui confère l'Ordre du Soleil levant.

## Œuvre

Kuroda Seiki, Sagesse, Impression, Sentiment, vers 1900, Kuroda Memorial Hall, Tokyo

Pendant la plupart de sa carrière, Kuroda peint dans un style qui, bien que fondamentalement impressionniste, doit aussi beaucoup à sa formation académique. D'une manière générale, ses œuvres de plein-air sont plus picturales, moins finies que ses compositions plus formelles. Du point de vue stylistique, on peut dire qu'il doit beaucoup à des peintres comme Édouard Manet, ainsi qu'à l'école de Barbizon et à son professeur Collin.

## Postérité
Peu d'artistes ont eu  sur l'art japonais un impact comparable à celui causé par Kuroda. En tant que peintre, il est parmi les premiers à introduire des peintures de style occidental à un large public japonais. En tant que professeur, il enseigne à de nombreux jeunes artistes les leçons que lui-même a apprises à Paris; Parmi ses étudiants figurent des peintres, comme Wada Eisaku, qui feront partie des peintres japonais éminents de leur génération. Beaucoup d'étudiants ont également suivi Kuroda en choisissant d'étudier à Paris, menant à une plus grande prise de conscience des grandes tendances de l'art occidental de la part de nombreux artistes japonais du XXe siècle. Un certain nombre de ceux-ci, tels Asai Chū, iront même jusqu'à se rendre à Grez-sur-Loing à la recherche de l'inspiration.
La plus grande contribution de Kuroda à la culture japonaise est peut-être cependant la part qu'il a prise pour faire accepter la peinture de style occidental au public japonais. Malgré les réticences initiales, il a réussi à le convaincre d'accepter la validité de la figure de nu comme objet d'art. Ceci, couplé avec les honneurs qui lui sont accordés plus tard dans sa vie, est à l'origine d'une meilleure compréhension par le peuple japonais, et par le gouvernement, de l'importance de la peinture de style yōga dans leur culture.

## Philatélie
Deux tableaux de Kuroda ont été retenus comme sujet de timbres commémoratifs par l'administration des postes japonaises :
- 1967 : Lakeside, (1897), pour la semaine philatélique de 1967
- 1980 : Maiko (1893), pour une série d'art moderne